# Phyllodactylus lepidopygus
Espèce
Statut de conservation UICN

 VU B1ab(iii) : Vulnérable
Synonymes
- Diplodactylus lepidopygus Tschudi, 1845
- Discodactylus phacophorus Tschudi, 1845
- Phyllodactylus phacophorus (Tschudi, 1845)
- Phyllodactylus nigrofasciatus Cope, 1878
- Phyllodactylus variegatus Werner, 1901

Phyllodactylus lepidopygus est une espèce de geckos de la famille des Phyllodactylidae.

## Répartition
Cette espèce est endémique de la région de Lima au Pérou. On la trouve de 600 à 1 700 m d'altitude.

## Publication originale
- Tschudi, 1845 : Reptilium conspectus quae in Republica Peruana reperiuntur et pleraque observata vel collecta sunt in itinere. Archiv für Naturgeschichte, vol. 11, no 1, p. 150-170 (texte intégral).